# Defecation
A Defecation brit deathgrind zenekar. 1987-ben alakult meg Birmingham-ben. Az együttest a Righteous Pigs gitárosa, Mitch Harris és a Napalm Death volt dobosa, Mick Harris alapították. Mick Harris az első album megjelenése után elhagyta a zenekart, így egyedül Mitch Harris maradt a Defecation-ben. 1992-ben feloszlottak, de 2000-ben újraalakultak, és így a zenekar egészen a mai napig aktív, jelenleg Mitch egyszemélyes projektjeként tevékenykedik az együttes.

## Tagok

### Jelenlegi tagok
- Mitch Harris – dobok, gitár, éneklés, basszusgitár

### Korábbi tagok
- Mick Harris – dobok, éneklés (1987–1992)

## Diszkográfia
- Purity Dilusion (1989)
- Intention Surpassed (2003)